# 킴 로드
킴 로드(영어: Kim Rhode)로 잘 알려진 킴벌리 수전 로드(영어: Kimberly Susan Rhode, 1979년 7월 16일~)는 미국의 사격 선수로 주 종목은 트랩 사격과 스키트이다. 올림픽에 6회 연속으로 참가하여 금메달 3개를 포함하여 메달 6개를 획득했으며 출전한 모든 올림픽 대회에서 메달을 획득했다. 그녀는 17세의 나이로 1996년 하계 올림픽 여자 더블 트랩에서 금메달을 획득했으며 당시 여자 올림픽 사격 최연소 메달리스트 기록을 세웠다. 이후 2000년 하계 올림픽에서 동메달, |2004년 하계 올림픽에서 금메달을 획득한 후 더블 트랩 종목이 정식 종목에서 제외된 2008년 하계 올림픽에서 스키트 종목에 출전하여 은메달을 획득했다. 이후 2012년 하계 올림픽에서 스키트 금메달을 획득했고 2016년 하계 올림픽에서 동메달을 획득했다.
로드는 여자 사격 선수로는 최초이자 유일하게 올림픽 3회 연속으로 금메달 획득한 선수, 더블 트랩에서 올림픽 금메달 2개를 획득한 유일한 여자 선수라는 기록을 남겼다.  1996년 올림픽에서 세운 최연소 여자 사격 메달리스트 기록은 2024년 하계 올림픽 당시 반효진이 16세 10개월 18일의 나이로 금메달을 획득하면서 경신되었다. 이 밖에 5개 대륙에서 열린 올림픽에서 메달을 획득한 최초의 선수, 6회 연속 하계 올림픽에서 개인 메달을 획득한 최초의 선수, 6회 연속 올림픽 메달을 획득한 최초의 여자 선수라는 기록을 세웠다.